# Брэндон, Уильям (знаменосец)
Сэр Уильям Брэндон из Сохама, Кембриджшир (1456 — 22 августа 1485) — английский рыцарь, знаменосец Генриха Тюдора в битве при Босворте, где он был убит королем Ричардом III. Отец Чарльза Брэндона, 1-го герцога Саффолка.

## Биография
Старший сын сэра Уильяма Брэндона (умер 4 марта 1491) и его жены Элизабет Уингфилд (умерла 28 апреля 1496/1497). У него было множество братьев и сестер, в том числе сэр Томас Брэндон, который сражался вместе с ним в битве при Босворте, а затем стал ведущим придворным и шталмейстером короля Генриха VII.
В 1478 году сэр Джон Пастон писал, что Уильям Брэндон был арестован за попытку изнасилования . К тому времени он уже был женат на Элизабет Бруин, вдове с двумя сыновьями, и, по словам Пастона, ходили слухи, что его повесят за преступление. Однако Брэндон, по-видимому, избежал судебного преследования, поскольку несколько лет спустя он был одним из ключевых лондонских людей, стоящих за восстанием герцога Бекингема 1483 года, вместе со своим братом Томасом и зятем Уингфилдом.
Помилованный в марте 1484 года, в ноябре он сел на корабль в Мерсе и отплыл во Францию, где к нему предположительно присоединилась его жена, родившая старшего сына в Париже. Он присоединился к своему брату Томасу Брэндону в освобождении крепости Хаммес.

## Битва при Босворте
В битве при Босворте Уильям Брэндон входил в личное окружение Генриха Тюдора, исполняя роль королевского знаменосца. Когда Ричард III начал свою последнюю атаку, он лично сбил с коня сэра Джона Чейни, известного рыцарского чемпиона. Уильям Брэндон был другой заметной жертвой Ричарда III при защите штандарта.
Согласно популярному мифу, Уильям и его брат были посвящены в рыцари Генрихом Тюдором, когда он высадился в Милфорде в 1485 году, однако Томас был посвящен в рыцари только после битвы при Блэкхите в 1497 году, а Уильяма, предположительно, называли «сэр Уильям» только из вежливости после его смерти. или из-за путаницы со своим отцом, сэром Уильямом Старшим.

## Семья
Незадолго до 4 ноября 1474/1475 года Уильям Брэндон женился на Элизабет Бруин, дочери сэра Генри Бруина и Элизабет Дарси, которая сама была дочерью сэра Мориса Бруина. Она была вдовой Томаса Тиррелла, за которого она вышла замуж до 17 февраля 1461/1462 года и который умер после 3 июля 1471 года. Она была внучкой сэра Мориса Бруина (ум. 1466]), и дочерью и сонаследницей сэра Генри Бруиина (ум. 1461) от Элизабет Дарси (умерла около 1471), дочери Сэр Роберт Дарси. Тётя Элизабет Бруин по отцовской линии, Джоан Брун, вышла замуж за Джона Диггеса, прадеда учёного Леонарда Диггеса. По отцовской линии Элизабет Бруин происходила от сэра Уильяма ле Бруина, рыцаря-камергера короля Англии Эдуарда I Плантагенета.
От Элизабет Бруин у Уильяма Брэндона было два сына и дочь (фактический порядок рождения неизвестен):
- Уильям Брэндон (умер до 1500 года)
- Чарльз Брэндон, 1-й герцог Саффолк (ок. 1484 — 24 августа 1545).
- Энн Брэндон, 1-й муж — сэр Джон Шилстон, 2-й муж — сэр Гавейн Кэрью, 3-й муж — Николас Сидни. От которого у неё родился сын сэр Уильям Сидни из Пенхерста, прародитель семьи Сидни, графы Лестера.

После смерти Уильяма Брэндона в битве при Босворте 22 августа 1485 года Элизабет вышла замуж за Уильяма Мэллори или Мэллери, эсквайра, которого она пережила. Она умерла 7 или 26 марта 1493/1494 года.
У Уильяма Брэндона также было две внебрачные дочери, Кэтрин, вышедшая замуж за Роджера Уолрича, и Элизабет. Сестрой Уильяма Брэндона была Мэри Брэндон, жена Джона Ридинга (Рединга), казначея короля Англии Генриха VII.